# Márka (mértékegység)
A márka germán eredetű mértékegység, melyet a 11. századtól a nemesfémek és érmék tömegének meghatározására használnak a font helyett. A font–márka átváltási arány 1:2 volt, azaz egy (római kereskedelmi) font két márkával volt egyenlő. A márkát az öntött nemesfémrudak tömegének jelzésére használták.
A középkorig sokféle márka volt használatban, ezek közül a német hatás alatt álló területeken a kölni márka annyira meghatározó volt, hogy erre alapozták a Német-római Birodalom ércpénzeinek verését.

## A márka alegységei
- Ezüstnél:

1 márka = 8 uncia
- Aranynál:

1 márka = 24 karát

## Különböző márkák
A többféle márka közül a legjelentősebb a kölni márka volt. 
| Kölni márka     | 233,856 g |
| Bécsi márka     | 280,66 g  |
| Nürnbergi márka | 237,52 g  |
| Erfurti márka   | 235,40 g  |
| Párizsi márka   | 277,75 g  |
| Porosz márka    | 233,85 g  |
| Hollandi márka  | 246,06 g  |
| Portugál márka  | 229,50 g  |
| Spanyol márka   | 230,348 g |
| Tower-márka     | 233,275 g |
| Krakkói márka   | 197,98 g  |
| Würzburgi márka | 238,62 g  |